# Stará Turá
Stará Turá (en allemand : Altturn, hongrois : Ótura) est une ville du district de Nové Mesto nad Váhom, dans la région de Trenčín, en Slovaquie.

## Histoire
La première mention écrite du village date de 1392.

## Démographie

### Évolution de la population
| Année:               | 1994.  | 2004.   | 2014.   | 2024.   |
| -------------------- | ------ | ------- | ------- | ------- |
| Nombre de personnes: | 10 692 | 10 073  | 9172    | 8259    |
| Différence:          |        | -5,78 % | -8,94 % | -9,95 % |

| Année:               | 2023. | 2024.   |
| -------------------- | ----- | ------- |
| Nombre de personnes: | 8379  | 8259    |
| Différence:          |       | -1,43 % |

## Quartiers
Papraď 
Topolecká 
Súš 
Černochov Vrch 
Drgoňova Dolina 
Durcova Dolina 
Jazviny 
U Mikulcov 
Hlavina 
Lazy 
Trávniky 
U Mikulcov 
U Samkov

## Transports
La ville est traversée par un chemin de fer à 1 voie ( LIGNE 121) exploitée par ŽSR entre 
Nové Mesto nad Váhom – Vrbovce - Veselí nad Moravou en fonction depuis le 1er septembre 1929.

## Villes jumelées
Kunovice (Tchéquie)